# Claude Chabrol
Claude Chabrol, född 24 juni 1930 i Paris, död 12 september 2010 i Paris, var en fransk filmregissör och skådespelare.
Claude Chabrol tillhör de stora franska filmregissörerna och var en företrädare för den "franska nya vågen" med filmer som Vännerna (1958) och Kusinerna (1959). Den förstnämnda brukar dessutom räknas som den första i genren.
De flesta av Claude Chabrols senare filmer utmärks av skarpsinniga psykologiska analyser, i regel koncentrerade till individen. Många av de problem han skildrar är påtagligt knutna till överklassen.
1993 regisserade Claude Chabrol filmen Med Vichyregeringens ögon (L'Œil de Vichy), som en reaktion mot det samtida franska samhällets tendens att rentvå den fascistiska Vichyregimen. Filmen erbjuder ett urval av nyheter från Vichy-regimen (från augusti 1940 till augusti 1944) redigerade kronologiskt. Ingen kommentar följer med dem. Filmen ”behöver det inte”, som Chabrol förklarade under presentationen av sitt arbete. "Den här filmen visar inte Frankrike som jag ser det, utan som Pétain och Vichy-folket ville att vi skulle se det. Det råder ingen tvekan om att Vichy-regimen hade fel. Men målet med den här filmen är att få tittarna att förstå att denna regim har lurats".
Han var gift med skådespelerskan Stéphane Audran mellan 1964 och 1980. Chabrol avled den 12 september 2010, efter en tids sjukdom. 

## Filmografi (urval)
- 1958 – Vännerna
- 1959 – Kusinerna
- 1959 – Bakom dubbla lås
- 1960 – Vänninorna
- 1963 – Landru
- 1965 – Den blå pantern
- 1966 – De grymma åren
- 1967 – Champagnemorden
- 1968 – Två kvinnor - en man
- 1969 – Mannen - hustrun - älskaren
- 1970 – Slaktaren
- 1970 – Brytningen
- 1971 – Strax innan mörkret
- 1971 – Tio dagars under
- 1972 – Så tuktas en doktor
- 1973 – Blodsbröllop
- 1974 – Nada - en terroristgrupp
- 1975 – Raffinerade nöjen
- 1975 – Oskuld med smutsiga händer
- 1976 – Borgarklassens galenskaper
- 1977 – Alice
- 1978 – Blodsband
- 1978 – Violette - giftmörderskan
- 1984 – Blod och skam
- 1985 – Ett lik för mycket
- 1986 – Inspecteur Lavardin
- 1987 – Masker
- 1987 – Le Cri du hibou
- 1988 – Svart ängel
- 1990 – Dr M
- 1991 – Madame Bovary
- 1992 – Betty
- 1993 – Med Vichyregeringens ögon
- 1994 – L'Enfer
- 1995 – Ceremonin
- 1997 – Svindlande insatser
- 1998 – Lögnens färg
- 2000 – Sängfösaren
- 2003 – Ondskans blomma
- 2004 – Brudtärnan
- 2006 – Maktens rus
- 2007 – En flicka i två delar
- 2009 – Kommissarie Bellamy